# Jaume Samaranch i Closa
Jaume Samaranch i Closa   (Buenos Aires, 19 de novembre de 1949), més conegut com a Jacky Samaranch, és un ex-pilot de motociclisme català que destacà en competicions estatals durant la dècada de 1970.
Nascut a l'Argentina però tornat a Catalunya de ben jove, Samaranch debutà en competicions de trial i motocròs fins que, el 1974, es passà a la velocitat. En aquesta modalitat aconseguí diversos èxits, com ara el subcampionat d'Espanya de 250cc el 1976 o la victòria a la Pujada a la Rabassada d'aquell mateix any.